# Pavel Yuryevich Gubarev
Pavel Yuryevich Gubarev (tiếng Nga: Па́вел Ю́рьевич Гу́барев, phát âm [ˈpavʲɪl ˈjurʲɪvʲɪt͡ɕ ˈgubərʲɪf], tiếng Ukraina: Павло Юрійович Губарєв),, sinh ngày 10 tháng 2 năm 1983 tại Sievierodonetsk, là một nhân vật thân Nga ở Ukraina và đã trở thành "Thống đốc nhân dân" của khu vực Donetsk tại Nghị hội khu vực vào ngày 3 tháng 3 năm 2014, sau khi quân ly khai chiếm giữ tòa nhà hành chính. Gubarev trước đó đã tuyên bố mình là lãnh đạo của Lực lượng Dân quân Nhân dân Donbass. Gubarev không phải là một nhân vật quan trọng trong chính trị địa phương trước khi bắt đầu cuộc xung đột thân Nga ở Ukraine.
Một thời gian ngắn sau khi trở thành "Thống đốc nhân dân" vào ngày 6 tháng 3, Gubarev đã bị bắt bởi Cơ quan An ninh Ukraine (SBU) vì "chủ trương ly khai" và "thâu tóm quyền lực bất hợp pháp". Ông phải đối mặt lên đến mười năm tù giam. Ngày 7 tháng 5, Gubarev được trả tự do để đổi lấy nhân viên SBU bị Lực lượng Dân quân Nhân dân Donbass bắt giữ trước đó.

## Sự nghiệp
Gubarev tốt nghiệp trường Đại học Quốc gia Donetsk về ngành lịch sử. Ông là một nhân viên của một công ty quảng cáo Donetsk. [2] Ông đã làm việc cho Công ty "Morozko" cho thuê Ded Moroz (ông già Nô-en) từ năm 2007.
Ông là một thành viên của Đảng Xã hội Cấp Tiến Ukraina, một đảng ủng hộ Nga có trụ sở tại phía đông nam của Ukraina. Gubarev là thành viên của các nhóm bán quân sự thuộc tổ chức phát xít mới Thống nhất Quốc gia Nga. Gubarev cũng đã công khai cảm ơn nhóm này đã cung cấp cho ông huấn luyện quân sự.
Kể từ khi bắt đầu cuộc khủng hoảng Krym năm 2014, Gubarev đã dẫn những người biểu tình ủng hộ Nga phong toả và chiếm đóng tòa nhà Quản lý Nhà nước khu vực Donetsk.
Trong một cuộc họp báo với các nhà báo vào ngày 6 tháng 3 năm 2014, Gubarev tuyên bố rằng mục tiêu chính của ông trong vai trò thống đốc tự xưng là tuyên bố một cuộc trưng cầu dân ý về tình trạng lãnh thổ của tỉnh Donetsk, không công nhận chính phủ Ukraina mới, và không công nhận thống đốc đương nhiệm Serhiy Taruta.
Ngày 6 tháng 3 năm 2014, Gubarev bị bắt bởi Cơ quan an ninh Ukraina (SBU). Sau khi bị bắt giữ, Gubarev bi buộc tội là "gây thiệt hại cho sự toàn vẹn lãnh thổ và độc lập của nhà nước ".
Ngày 16 tháng 3, một đám đông người biểu tình xông vào tòa nhà chính phủ ở Donetsk yêu cầu trả tự do cho Gubarev.
Ngày 07 Tháng 5, Gubarev và hai nhà hoạt động thân Nga khác được trả tự do để đổi lấy nhân viên SBU, bị lực lượng dân quân nhân dân Donbassbắt giữ trước đó.
Trong cuộc chiến Nga-Ukraine năm 2022, Gubarev tuyên bố trên 1 video muốn thuyết phục người Ukraine nhưng sẵn sàng giết người cho đến khi họ chịu khuất phục, dù đó là một triệu, 5 triệu hay tiêu diệt tất cả .